# The Phnom Penh Post
The Phnom Penh Post (khmer ភ្នំពេញបុស្តិ៍) ist eine englischsprachige Tageszeitung, die in der kambodschanischen Hauptstadt Phnom Penh publiziert wird. Sie wurde 1992 von Michael Hayes und Kathleen O’Keefe gegründet und ist damit die älteste englischsprachige Zeitung Kambodschas. Sie hat über 20.000 Leser in mehr als 40 Ländern.
Anfänglich wurde die Zeitung vierzehntäglich in vierfarbigem Druck und Tabloid-Format herausgegeben. 2008 verkaufte Hayes die Zeitung dem australischen Unternehmer Bill Clough und zwei weiteren Partnern, die die Zeitung seither täglich und im Berliner Format herausgaben.
Die Post publizierte früher in ihrer Freitagausgabe eine Wochenendbeilage, 7Days. Seit Juli 2004 gibt sie samstags eine Wochenausgabe, Post Weekend, heraus.
Die Redaktion besteht aus kambodschanischen und ausländischen Journalisten, die die nationalen News abdecken. Die Zeitung ist in verschiedene Ressorts wie Wirtschaft, Lifestyle und Sport eingeteilt und publiziert auch Polizeinachrichten über Verbrechen, die aus lokalen khmersprachigen Zeitungen übersetzt werden.
Im Mai 2018 verkaufte Clough die Zeitung dem malaysischen Geschäftsmann Sivakumar Ganapthy, der auch eine PR-Firma besitzt, die mit der kambodschanischen Regierung zusammenarbeitet. Der neue Eigentümer entließ kurz darauf den Chefredakteur Kay Kimsong, nachdem dieser einen Bericht über den Verkauf veröffentlicht hatte, in dem er bezweifelte, dass die Zeitung ihre Aufgabe als Wächter über die Pressefreiheit weiterhin wahrnehmen werde. Als Reaktion auf die Entlassung verließen mindestens vier führende Journalisten des Blattes die Zeitung. Zum Verkauf sagte ein Vertreter von Amnesty International: Wir sind Zeugen des Zerfalls von Kambodschas Pressefreiheit. Auf die Kritiken antwortete der Unterstaatssekretär des kambodschanischen Innenministeriums, Huy Vannak: Das ist ein normaler Geschäftsvorgang, und die Post bleibt eine Zeitung.
The Phnom Penh Post ist auch in Khmer verfügbar.